# Simeon Tienpont
Simeon Tienpont (Dirksland, 20 januari 1982) is een Nederlandse zeiler. Hij is met name bekend door zijn winnende deelnames aan de America's Cup van 2010 en 2013.
Tienpont begon met zeilen in een Optimist toen hij zes jaar oud was. Hij heeft scheepsbouwkunde en economie gestudeerd. Hij begon zijn zeilcarrière als bemanningslid aan boord van de ABN Amro Two in de Volvo Ocean Race 2005-2006. Het team eindigde als vierde in het eindklassement en vestigde tijdens de race een record door in 24 uur een afstand af te leggen van 563 zeemijl.
Tienpont nam in 2008 deel aan de Audi MedCup in het Mean Machine-zeilteam van Peter de Ridder. Met het team won hij de eerste race in Alicante, en eindigde als tiende in het eindklassement. Kort hierna maakte hij de overstap naar het BMW Oracle-zeilteam van Larry Ellison. Tienpont zeilde verschillende regatta's op de Extreme 40 catamaran, onder meer in de Extreme Sailing Series (toen nog iShares Cup geheten) in 2008 en 2009.

## America's Cup
Hij maakte de overstap naar de prestigieuze America's Cup als grinder aan boord van de boot van BMW Oracle Racing en won deze zeilrace met het team in 2010. Daarmee is Tienpont een van de weinige zeilers die de America's Cup wist te winnen tijdens de eerste deelname. Hij bleef bij het team en zeilde in 2013 als boat captain opnieuw mee in de America's Cup. Het team - nu Oracle Team USA geheten - prolongeerde de titel, waarmee Tienpont ook de zeldzame prestatie levert om de America's Cup twee keer op rij te winnen.
In november 2013 won Tienpont de Conny van Rietschoten Trofee voor ‘Zeiler van het jaar’. Dit is de belangrijkste zeilprijs van Nederland en wordt elk jaar uitgereikt aan één of meer personen die een opmerkelijke prestatie hebben geleverd in de zeilsport.
In maart 2014 maakte Tienpont de overstap van Oracle Team USA naar het Italiaanse team Luna Rossa. Met dit team zou hij opnieuw deelnemen aan de America's Cup. Het team besloot in 2015 echter om niet mee te doen vanwege onenigheid over de reglementen. In 2015 voer hij de laatste twee etappes van de Volvo Ocean Race 2014-2015 aan boord van Team Vestas Wind.
In de Volvo Ocean Race 2017-2018 zou hij de boot van Team AkzoNobel schipperen. Daags voor de start werd hij echter door Team AkzoNobel aan de kant gezet wegens contractbreuk.
Simeon ging in protest en kreeg zijn gelijk in de arbitragezaak en kon alsnog opstappen op de boot van Team AkzoNobel. Zijn zeiljacht vestigde in de Atlantische Oceaan een nieuw snelheidsrecord voor de Volvo Ocean Race. AkzoNobel legde in 24 uur 602,51 zeemijlen af, omgerekend 1115,85 kilometer.

## Palmares
- 2005-06 - Volvo Ocean Race, 4e
- 2008 - Audi MedCup, winnaar race 1, 10e overall
- 2010 - America's Cup, winnaar
- 2013 - America's Cup, winnaar
- 2013 - Conny van Rietschoten Trofee
- 2015 - Volvo Ocean Race, 7e
- 2018 - Volvo Ocean Race, 4e